# Giulio Andreoli
Giulio Ercole Andreoli (Napoli, 1º gennaio 1892 – 12 luglio 1969) è stato un matematico italiano.

## Biografia
Poliglotta, ufficiale dell'Aviazione militare (partecipò ai due conflitti mondiali) insegnò, fino all'anno della sua morte, Analisi matematica (algebrica ed infinitesimale) alla Facoltà di Architettura dell'Università di Napoli, all'Università degli Studi di Catania e all'Accademia Aeronautica.
Si concentrò anche su altri campi della matematica come le equazioni differenziali, l'algebra astratta. Tra gli altri suoi campi di interesse, la meccanica e la tecnica di volo.
A lui è stata dedicata una biblioteca comunale di Napoli istituita nel 1971, nel rione Luzzatti del quartiere di Poggioreale.

## Opere
- Equazioni e sistemi differenziali, operatori funzionali, funzioni nelle algebre, Pellerano-Del Gaudio, Napoli, 1933